# Winong Lor
Winong Lor is een bestuurslaag in het regentschap Purworejo van de provincie Midden-Java, Indonesië. Winong Lor telt 1863 inwoners (volkstelling 2010).